# Nieuwe Veen
Nieuwe Veen is natuurgebiedje van ongeveer 11 ha groot in het Overijsselse dorp Bruchterveld. Het betreft een uitgeveende plas,   gelegen aan de Emtenbroekerdijk. 
Dit kleine reservaat, eigendom van Staatsbosbeheer, is niet toegankelijk. Het is erg moerassig en niet vertrouwd om te betreden. In het midden ligt een meertje, helemaal bedekt met kroos. Op 30 meter diepte is modder en veen gepeild, nog steeds geen vaste laag. De walkant is verland, het veen golft er verraderlijk. Het betreft een zogenaamde pingoruïne, ontstaan tijdens de laatste ijstijd. Iedereen in de omgeving weet: “het is een gat zonder bodem, als je er in valt kom je er nooit meer uit”. Rond het meertje zijn de resten van uitgebaggerde trekgaten te onderscheiden. 
Een 5-tal soorten veenmos (Sphagnum palustre), (S. squarrosum), (S. papillosum), (S. fimbriatum) en (S. cuspidatum) zorgen voor nieuwe veenvorming. De ruwe smele, tormentil, glidkruid- en zonnedauw-soorten gedijen hier en ook is hier kamvaren (Dryopteris cristata) gevonden.